# Załoga wozu bojowego
Załoga wozu bojowego (org. Экипаж машины боевой) – radziecki film wojenny z 1983 roku w reż. Witalija Wasiliewskiego.

## Opis fabuły
Lato 1943 roku, front wschodni. As niemieckich pancerniaków nieustannie dokonuje brawurowych wypadów za radzieckie linie. Zadanie zniszczenia przeciwnika otrzymuje sierż. Mienszow, który wraz z załogą swojego czołgu próbuje bezskutecznie zwabić niemiecką maszynę w zasadzkę. W końcu Mienszykow wraz ze swoim wozem wyprawia się za niemieckie linie i przyjmuje zaproponowany mu przez Niemca pojedynek. Po pełnej brawurowych manewrów walce Mienszow unieszkodliwia w końcu niemiecki pojazd, którego dowódca ratując się ucieczką ginie na polu minowym.

## Główne role
- Władimir Wichrow – Sasza, dowódca radzieckiego czołgu
- Oleg Kulikow – Kola
- Siergiej Makowiecki – ładowniczy Grisza
- Michaił Semenow – Siemion
- Leonid Janowski – kpt. Iwuszkin
- Margarita Krynica – pielęgniarka
- Tatiana Kuzniecowa – lekarz wojskowy
- Władimir Marenkow – generał
- Boris Saburow – staruszek, właściciel chaty